# Aiòder
Aiòder (en castellà i oficialment, Ayódar) és un municipi valencià situat a la comarca de l'Alt Millars, província de Castelló.

## Geografia
Està enclavat dins dels límits del parc natural de la Serra d'Espadà, en els seus contraforts septentrionals. El municipi separa la serra del riu Millars, i s'alça en el vessant de la Penya Saganta, a la part septentrional, enfront del tossal del Castell i a la vora de la rambla d'Aiòder o riu Chico.
El terme municipal d'Aiòder és molt muntanyós, amb muntanyes com ara el Castellet (854 m), la Cova Negra (834 m), la Masia (793 m) i l'Alt de Xerri (764 m). Els barrancs del Collado, el Madroñal i la rambla de la Vila s'unixen per a formar la rambla de Villamalur o riu Chico, que aporta aigües intermitents al riu Millars pel seu marge dret.
Durant la major part de l'any les temperatures mitjanes presenten uns valors que permeten fruir de l'ecosistema que es configura al terme municipal. Únicament sol haver-hi dies freds en la temporada hivernal, que de totes les maneres, no solen ser nombrosos.
Des de Castelló de la Plana s'accedix a la localitat a través de la CV-20, agafant després la CV-223 i posteriorment la CV-205.

## Història
El poble d'Aiòder és d'origen musulmà i el castell amb els seus dominis va pertànyer a Zayd Abu Zayd, l'últim governador almohade de València, que es va retirar a esta comarca després de perdre el seu territori i pactar amb el rei Jaume I. Quan Zayd es va convertir al cristianisme, la població musulmana de la regió es va sublevar l'any 1235. Els amotinats foren continguts i doblegats per les mateixes tropes d'Abu Zayd, qui no rebria l'ajuda promesa pel monarca cristià. Açò ocorria l'any 1236, i a partir de llavors el municipi d'Aiòder va passar a incorporar-se als dominis d'Abu Zayd. Posteriorment el cedí al seu fill Ferran, qui el posseí fins a la seua mort el 1262. Després de l'expulsió dels moriscs, succeïda el 1609, Aiòder es va repoblar amb deu famílies cristianes i l'any 1611 se li va concedir la carta pobla per part del baró d'Aiòder. Entre els seus primers pobladors hi havia Pedro Monzonís de Vicente, Pedro Monzonís de Juan,Vicente Monzonís, Domingo Monzonís i Juan Monzonís major, junt amb alguns veïns de Godella. Des d'este moment va quedar com a cap de la baronia, de la qual formaven part els pobles següents: les Fonts d'Aiòder, Torralba, Vilamalur i Figueres. D'esta època es conserva a la població el palau de la baronia, construït a principis del segle xvii. L'any 1837, en el curs de la primera guerra carlina, les forces conservadores van ocupar la població i el castell, si bé van establir el seu quarter general al convent dels dominics.

## Economia
L'agricultura encara dona faena a un percentatge alt de la població, però les actuals tendències fan suposar que esta dada serà notablement rebaixada o transformada, atés que gran part de la població activa es desplaça per a treballar en la indústria ceràmica dels pobles pròxims. És una activa vila d'estiueig.

## Monuments

### Monuments religiosos

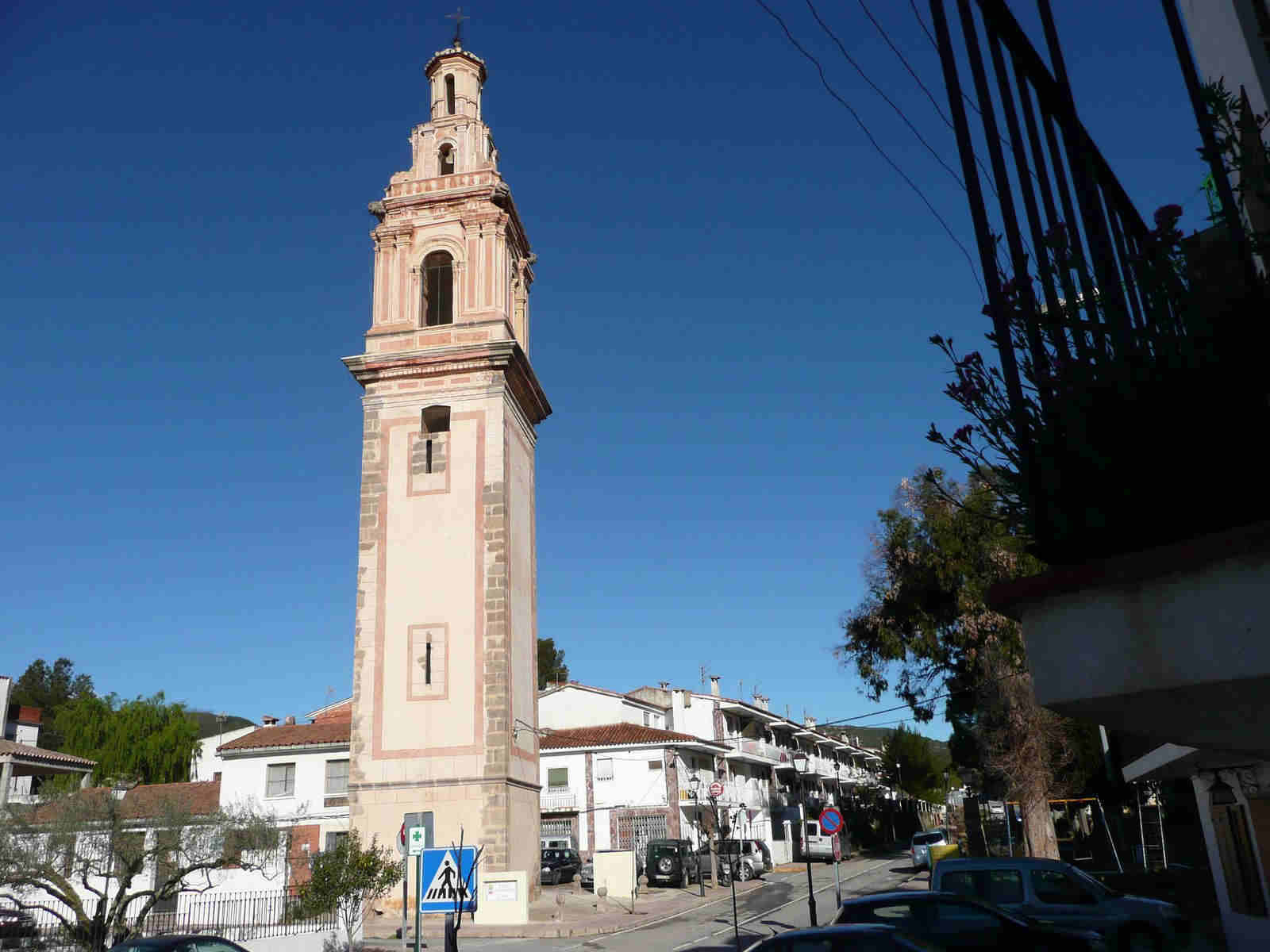
Torre dels Dominics

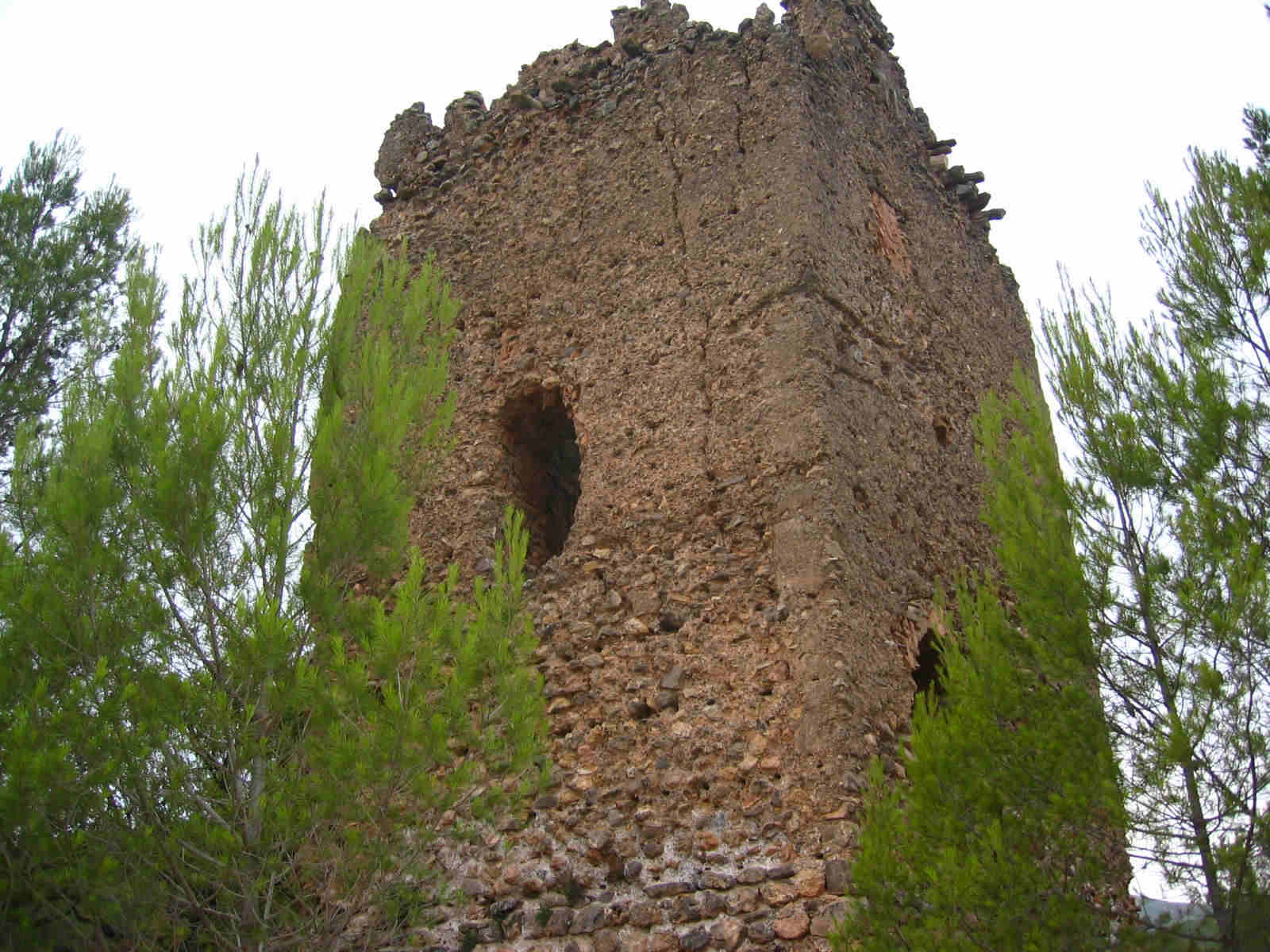
Castell d'Aiòder

- Església de Sant Vicent Ferrer. Temple del segle xix de port notori, encara que sense atractius que el singularitzen. De tall acadèmic o neoclàssic, amb tres naus separades per grans pilastres, absis i cúpula.

- Torre Campanar del convent dels Dominics. Declarada recentment Bé d'Interés Local, esta torre de 36 metres d'alçada formava part de l'antic convent dels dominics, construït en 1575 amb l'objecte de convertir al cristianisme la població morisca que habitava en aquelles dates el poble. La torre, que és el que hui es conserva, va ser construïda en 1601.

### Monuments civils
- Castell d'Aiòder. En el marge esquerre de la Rambla de Villamalur i dalt d'un tossal de 542 metres d'altitud, es localitzen les ruïnes del Castell d'Aiòder. És de tipus muntanyés de planta irregular i dispersa, amb una potent torre major excèntrica que servix de defensa en el flanc més vulnerable. En l'actualitat està parcialment en ruïnes.
- El Castellet. Jaciment ibèric en què es troben les restes d'una torre en l'interior d'un recinte. El jaciment podria pertànyer a l'època compresa entre els segles II aC i VI aC.
- Palau dels Ducs de Vilafermosa. Edifici construït en el segle xvii, que actualment s'ha dividit en quatre habitatges particulars.

## Política i govern

### Alcaldia
Des de 2015 l'alcalde d'Aiòder és Joaquín Ventura Yepes del Partit Popular (PP).
| Període                       | Alcalde o alcaldessa              | Partit polític | Data de possessió | Observacions |
| ----------------------------- | --------------------------------- | -------------- | ----------------- | ------------ |
| 1979–1983                     | Vicente Baraces Cervera           | UCD            | 19/04/1979        | --           |
| 1983–1987                     | Jesús Vicente Ballester           | AP-PDP-UL-UV   | 28/05/1983        | --           |
| 1987–1991                     | Ramón Balaguer Zamel              | PL             | 30/06/1987        | --           |
| 1991–1995                     | José María Bou                    | PSPV-PSOE      | 15/06/1991        | --           |
| 1995–1999                     | José María Bou Pinón              | PSPV-PSOE      | 17/06/1995        | --           |
| 1999–2003                     | Francisco Javier Solsona Monzonis | PP             | 03/07/1999        | --           |
| 2003–2007                     | Ramón Balaguer Mellado            | PP             | 14/06/2003        | --           |
| 2007–2011                     | Ramón Balaguer Mellado            | PP             | 16/06/2007        | --           |
| 2011–2015                     | Ramón Balaguer Mellado            | PP             | 11/06/2011        | --           |
| 2015–2019                     | Joaquín Ventura Yepes             | PP             | 13/06/2015        | --           |
| 2019-2023                     | Joaquín Ventura Yepes             | PP             | 15/06/2019        | --           |
| Des de 2023                   | n/d                               | n/d            | 17/06/2023        | --           |
| Fonts: Generalitat Valenciana |                                   |                |                   |              |

### Eleccions municipals de 2015
| Candidatura | Candidatura                               | Cap de llista             | Vots | Regidors | % vots |
| ----------- | ----------------------------------------- | ------------------------- | ---- | -------- | ------ |
|             | Partit Popular de la Comunitat Valenciana | Joaquín Ventura Yepes     | 59   | 3        | 44.3   |
|             | Por Ayódar                                | Sergio Monzonís Pérez     | 52   | 2        | 38.81  |
|             | Partit Socialista del País Valencià       | Juan José Orcajada Pradas | 19   | 0        | 14.18  |
| Total       | Total                                     | 130                       | 130  | 5        |        |

## Llocs d'interés
- Font de la Penya.
- Font el Turio. Les seues aigües posseïxen propietats per a tractar problemes de la pell.
- Font el Tord.
- Altres fonts com: Rita, Ramón, Barrancs Roios, Tord, Llentiscle i Senyorico.
- Riu Chico o Riu d'Aiòder. L'existència d'un curs d'aigua transparent, sense contaminació i constant al llarg de tot l'any que travessa tot el terme municipal conferix al municipi un atractiu especial per dotar de major riquesa i diversitat a l'entorn natural.
- L'Assut. Paratge de gran bellesa ubicat en el riu d'Aiòder.
- L'Estret. El paratge, de característiques semblants a l'anterior també és molt visitat pels banyistes i amants de la naturalea.
- Mas dels Frares.

## Festes
- Festes Patronals. Se celebren la setmana del primer diumenge d'octubre en honor de la Mare de Déu del Roser.

## Gastronomia
Els plats típics del poble són els propis de l'interior castellonenc, és a dir, l'olla de cards, creïlles al forn amb allioli, guisat de creïlles amb carn de bou o de porc javalí, les pastes i dolços casolans i el pamfígol.